# Мусэ, Абдували
Абдували Мусе (сомал. Cabdiweli Cabdiqaadir Muuse; род. 1990) — сомалийский угонщик морских судов. Он — единственный выживший из четырёх пиратов, которые захватили торговое судно «Maersk Alabama» в апреле 2009 года, а затем держали капитана Ричарда Филлипса, чтобы получить за него выкуп. 16 февраля 2011 года Мусэ приговорили к 33 годам федеральной тюрьмы США.

## Жизненные данные
Мусэ родился в Галькайо, разделённом городе, административном центре сомалийского региона Мудуг. Федеральное бюро тюрем заявляет, что он родился в 1990, в то время как его мать заявляет, что он родился в 1992 году, а его отец утверждает, что он родился в 1993 году.
На слушании, пытаясь определить возраст Мусэ, помощник федерального прокурора США Брендан Макгуайр сообщил судье магистрата США Эндрю Дж. Пеку, что Абдулаев Мусэ сказал американцам, что ему 16, 18, 19 и 26 лет. Его мать настаивала, что ему 16 лет, и предложила другую версию его имени.
Мусэ невысокого роста — Коллин Лонг и Ларри Ньюмейстер, написав в «Ассошиэйтед Пресс», сообщили, что он, Мусэ, был ростом в «5 футов и 2 дюйма (157 см.)» и имел вес 53 кг.

## Нападение на «Maersk Alabama»
Согласно его обвинительному заключению, Мусэ был первым из четырёх людей, которые высадились на «Maersk Alabama». В течение атаки, один моряк ударил его в руку ножом. Команда связала Мусэ на 12 часов и предложила обменять его на капитана «Алабамы», Ричарда Филлипса. Считается, что Мусэ — первый человек, обвинённый в пиратстве в американском суде более чем за 100 лет, когда в 1885 году суды установили, что «Ambrose Light» не является пиратским судном. Совсем недавний случай в 2008 году, «United States v. Shi», который был процитирован в его заключении, включает убийство и члена команды, найденного на корабле и взятого в заложники.
Он признал себя виновным в угоне судна, похищении людей и захвате заложников 18 мая 2010 года. Четыре из шести пунктов обвинения были сняты в обмен на признание вины. 16 февраля 2011 года Мусэ был приговорён к 33 годам и 9 месяцам заключения в федеральной тюрьме.
Бархад Абди изобразил его в фильме 2013 года «Капитан Филлипс», показывающий драматические события 2009 года, также с Томом Хэнксом в роли главного героя.

## Другие нападения
В 2010 году Мусэ было предъявлено обвинение в захвате двух других судов, на которых были взяты заложники. Абдували Мусе не признал себя виновным в расширенном обвинительном заключении, включающем новые обвинения.